# Wereldkampioenschappen wielrennen 1956
De wereldkampioenschappen wielrennen 1956 op de weg vonden plaats in Kopenhagen op zaterdag 25 (amateurs) en zondag 26 augustus (profs), op een vlakke omloop van bijna 13 kilometer in Ballerup. De titelstrijd bij de profs werd beheerst door de Belgische renners, die vijf van de eerste zes plaatsen bezetten. "Rik één" (Rik Van Steenbergen) haalde het in een groepsspurt van "Rik twee" (Rik Van Looy). De veertigjarige Gerrit Schulte werd derde. Voor Van Steenbergen was het de tweede wereldtitel, zeven jaar na zijn eerste die hij ook in Kopenhagen had behaald. 
Bij de amateurs triomfeerde de Nederlander Frans Mahn in een pelotonsspurt.

## Uitslagen

### Elite
Afstand: 285,12 km (22 ronden). 71 deelnemers, 27 reden uit.
| Plaats | Renner              | Land      | Tijd     |
| ------ | ------------------- | --------- | -------- |
| 1      | Rik Van Steenbergen | België    | 7u26'15" |
| 2      | Rik Van Looy        | België    | z.t.     |
| 3      | Gerrit Schulte      | Nederland | z.t.     |
| 4      | Stan Ockers         | België    | z.t.     |
| 5      | Fred De Bruyne      | België    | z.t.     |
| 6      | Germain Derijcke    | België    | z.t.     |
| 7      | Gerrit Voorting     | Nederland | z.t.     |
| 8      | Louison Bobet       | Frankrijk | z.t.     |
| 9      | Jacques Dupont      | Frankrijk | z.t.     |
| 10     | Daan de Groot       | Nederland | z.t.     |

### Amateurs
Afstand: 194,4 km (15 ronden). 112 deelnemers.
| Plaats | Renner                | Land      | Tijd     |
| ------ | --------------------- | --------- | -------- |
| 1      | Frans Mahn            | Nederland | 4u47'54" |
| 2      | Norbert Verougstraete | België    | z.t.     |
| 3      | Jan Buis              | Nederland | z.t.     |